# Miklós Vető
Pour les articles homonymes, voir Vető.
Miklós Vető, né le 22 août 1936 à Budapest et mort le 8 janvier 2020 dans le 15e arrondissement de Paris, est un philosophe franco-hongrois, spécialiste de l'idéalisme allemand et en particulier de Schelling.

## Biographie
Miklós Vető naît le 22 août 1936 à Budapest dans une famille juive. En 1941, face aux lois anti-juives adoptées en Hongrie, son père se suicide. Trois jours plus tard, Miklós et son frère sont baptisés par sécurité. En mai 1944, sa mère est déportée et il est pris en charge par une famille adoptive.
Il se convertit à l'âge adulte à la foi catholique. Cette conversion l'amène à  étudier la philosophie à l'université de Szeged. Sa participation en 1956 à l'insurrection de Budapest l'oblige à fuir la répression soviétique. Il poursuit ses études à la Sorbonne à Paris, puis il passe son doctorat (The Religious Metaphysics of Simone Weil) à Oxford, en particulier avec Iris Murdoch,.
En 1974, grâce à son travail sur Schelling, il obtient également un doctorat de littérature, sous la direction de Paul Ricœur ; en 1985, avec un travail sur la pensée de Jonathan Edwards, il obtient un doctorat d'État en théologie à l'université de Strasbourg.
Il est marié à Odile Vető et a trois enfants, parmi lesquels Étienne, évêque et théologien. Il meurt le 8 janvier 2020 à Paris.

## Travaux
Miklós Vető enseigne après son doctorat aux États-Unis (à Yale), en Côte-d'Ivoire, où il est notamment directeur de la faculté de philosophie de l'université d'Abidjan de 1976 à 1978,, puis en France (à Rennes de 1979 à 1992, et à Poitiers de 1992 à 2005).

### Publications
- Miklós Vető, Le Fondement selon Schelling, Paris, Beauchesne, coll. « Bibliothèque des Archives de philosophie » (no 24), 1977, 653 p. (OCLC 4172998) ;
- Miklós Vető, La pensée de Jonathan Edwards : avec une concordance des différentes éditions, Paris, Éditions du Cerf, 1987, 363 p. (ISBN 978-2-204-02772-4, OCLC 18244357) ;
- (en) Miklós Vető, The Religious Metaphysics of Simone Weil, Albany, Université d'État de New York, coll. « Simone Weil studies », 1994, 219 p. (ISBN 978-0-7914-2078-2, OCLC 29356980) ;
- Miklós Vető, Études sur l'idéalisme allemand, Paris, L'Harmattan, coll. « l'ouverture philosophique », 1998, 303 p. (ISBN 978-2-7384-6808-6, OCLC 236012805, lire en ligne) ;
- Miklós Vető, De Kant à Schelling : les deux voies de l'idéalisme allemand, vol. I & II, Grenoble, Éditions Jérôme Millon, coll. « collection Krisis », 2000, 653 p. (ISBN 978-2-84137-098-6, OCLC 39230688, lire en ligne) ;
- Miklós Vető, Le Mal : essais et études, Paris, L'Harmattan, coll. « collection Krisis », 2000, 363 p. (ISBN 978-2-7384-9344-6, OCLC 708544153) ;
- Miklós Vető, Fichte : de l'action à l'image, Paris, L'Harmattan, coll. « L'ouverture philosophique », 2000, 256 p. (ISBN 978-2-7475-0115-6, OCLC 406869848) ;
- Miklós Vető, La naissance de la volonté, Paris, L'Harmattan, coll. « Ouverture philosophique », 2002, 332 p. (ISBN 978-2-7475-3776-6, OCLC 401932637, lire en ligne) ;
- Miklós Vető, Nouvelles études sur l'idéalisme allemand, Paris, L'Harmattan, coll. « Ouverture philosophique », 2009, 264 p. (ISBN 978-2-296-09117-7, OCLC 495366023, lire en ligne) ;
- (fr + it + en + de) Miklós Vető, Xavier Tilliette et Simone Stancampiano, Philosophie, théologie, littérature : hommage à Xavier Tilliette, SJ, pour ses quatre-vingt-dix ans, Louvain-la-Neuve, Éditions de l'Institut supérieur de philosophie, coll. « Bibliothèque philosophique de Louvain » (no 81), 2011, 420 p. (ISBN 978-2-7584-0102-5, OCLC 753625674) ;
- Miklós Vető, La Métaphysique religieuse de SImone Weil, Paris, L'Harmattan, coll. « Ouverture philosophique », 2014 (3e édition), 206 p. (ISBN 978-2-343-03220-7) ;
- Miklós Vető, Gabriel Marcel : les grands thèmes de sa philosophie, Paris, L'Harmattan, coll. « Ouverture philosophique », 2014, 117 p. (ISBN 978-2-343-03128-6, OCLC 882903095) ;
- Miklós Vető, De Whitehead à Marion : éclats de philosophie contemporaine, Paris, L'Harmattan, coll. « Ouverture philosophique », 2015, 277 p. (ISBN 978-2-343-06228-0, OCLC 909607595) ;
- Miklós Vető, Pierre de Bérulle : les thèmes majeurs de sa pensée, Paris, L'Harmattan, coll. « Ouverture philosophique », 2016, 146 p. (ISBN 978-2-343-10620-5) ;
- (en) Miklós Vető, Expansion of Metaphysics, Eugene, Cascade Books, 2018, 384 p. (ISBN 978-1-4982-3126-8, OCLC 1041513810, lire en ligne).
- Miklós Vető, Fénelon, penseur de la volonté : lecture spirituelle d'un philosophe, Paris, L'Harmattan, coll. « Ouverture philosophique », 2018, 328 p. (ISBN 978-2-343-13484-0) ;
- Miklós Vető, De Budapest à Paris (1936-1957) : postface sur les soixante années suivantes, Paris, L'Harmattan, coll. « Ouverture philosophique », 2018, 210 p. (ISBN 978-2-343-13608-0) ;
- Miklós Vető, Court traité sur l'amour, Paris, L'Harmattan, coll. « Ouverture philosophique », 2020, 216 p. (ISBN 978-2-343-16596-7).

### Distinctions et récompenses
Miklós Vető est élu président de la Société poitevine de philosophie en 2001. 
Il est nommé membre en 2008 de l'Académie hongroise des sciences, et est élu en 2009 à l'Académie catholique de France. 
En 2010, le titre de docteur honoris causa de l'université catholique Péter Pázmánylui est décerné. 
Il est également professeur honoraire à l'Université catholique australienne de Melbourne, correspondant à l'Accademia Peloritana dei Pericolanti (it) de Messine, et à l'Institut Jean-Marie Lustiger (Collège des Bernardins) à Paris.